# Grand Prix de l'union vélocipédique de France
Le Grand Prix de l'union vélocipédique de France est une ancienne course de vitesse sur piste organisée en France par l'Union vélocipédique de France entre 1894 et 1945.
Il a existé un Grand Prix de l'UVF de demi-fond,.

## Palmarès

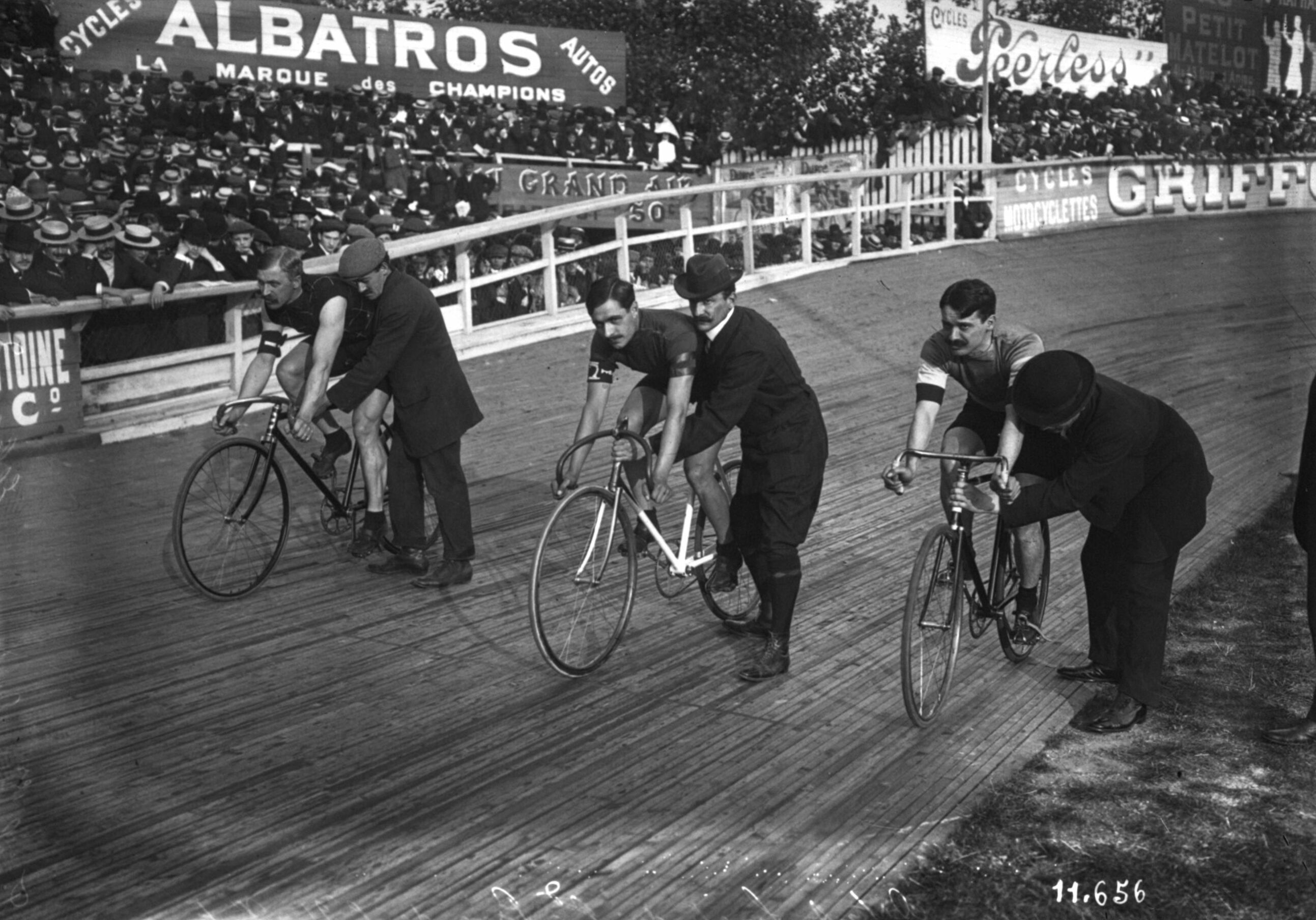
Finale du Grand Prix de l'UVF, 9 octobre 1910, Friol, Dupuy, Ellegaard

| Année        | Vainqueur                 | Deuxième           | Troisième            |
| ------------ | ------------------------- | ------------------ | -------------------- |
| 1894         | Arthur-Augustus Zimmerman | George A. Banker   | Edwards              |
| 1895         | George A. Banker          | Ludovic Morin      | Paul Bourillon       |
| 1896         |                           | Non disputé        |                      |
| 1897         | Ludovic Morin             | Nossam             | Paul Bourillon       |
| 1898         | Georges Deschamps         | Louis Grogna       | E. Parlby            |
| 1899         | Gian Ferdinando Tomaselli | Louis Grogna       | Jean-Baptiste Louvet |
| 1900,        | Jean-Pierre Domain        | Thomas Gascoyne    | Mathieu              |
| 1901         | Diego Conelli             | Edmond Jacquelin   | Charles Van Den Born |
| 1902         | Paul Bourotte             | Louis Grogna       | Harrie Meyers        |
| 1903         | Thorvald Ellegaard        | Harrie Meyers      | Charles Piard        |
| 1904         | Walter Rütt               | Charles Piard      | Henri Mayer          |
| 1905         | Henri Mayer               | Gabriel Poulain    | —                    |
| 1906         | Gabriel Poulain           | —                  | Henri Mayer          |
| 1907         | Thorvald Ellegaard        | Henri Mayer        | Walter Rütt          |
| 1908         | Émile Friol               | Thorvald Ellegaard | Walter Rütt          |
| 1909         | Walter Rütt               | Thorvald Ellegaard | —                    |
| 1910         | Émile Friol               | Thorvald Ellegaard | Marcel Dupuy         |
| 1911         | Émile Friol               | —                  | Léon Hourlier        |
| 1912 (été)   | Thorvald Ellegaard        | —                  | —                    |
| 1912 (hiver) | Julien Pouchois           | —                  | —                    |
| 1913         | Cesare Moretti Sr.        | —                  | —                    |
| 1914         |                           | —                  | —                    |
| 1919         | Marcel Dupuy              | —                  | —                    |
| 1920         | William Bailey            | —                  | —                    |
| 1921         | Harris Horder             | Lucien Louet       | Fernand Fournous     |
| 1922         | Robert Spears             | —                  | Piet Moeskops        |
| 1923         | Piet Moeskops             | Lucien Michard     | —                    |
| 1924         | Lucien Michard            | —                  | Jean Cugnot          |
| 1925         | Lucien Michard            | Aloïs De Graeve    | —                    |
| 1926         | Lucien Michard            | Maurice Schilles   | Lucien Faucheux      |
| 1927         | Lucien Faucheux           | Piet Moeskops      | —                    |
| 1928         | Lucien Michard            | —                  | —                    |
| 1929         | Mario Bergamini           | Avanti Martinetti  | Aloïs De Graeve      |
| 1930         | Piet Moeskops             | —                  | —                    |
| 1931         | Lucien Michard            | Lucien Faucheux    | Toto Gérardin        |
| 1932         | Lucien Michard            | Toto Gérardin      | Jef Scherens         |
| 1933         | Jef Scherens              | Toto Gérardin      | Lucien Michard       |
| 1934         | Jef Scherens              | Toto Gérardin      | Lucien Michard       |
| 1935         | Albert Richter            | —                  | —                    |
| 1936         | Toto Gérardin             | —                  | —                    |
| 1937         | Toto Gérardin             | —                  | —                    |
| 1938         | Albert Richter            | —                  | —                    |
| 1941         | Toto Gérardin             | —                  | —                    |
| 1942         | Jef Scherens              | —                  | —                    |
| 1943         | Émile Gosselin            | —                  | —                    |
| 1945         | Émile Gosselin            | —                  | —                    |

## Grand Prix de l'Union vélocipédique de France de demi-fond
| Année | Vainqueur         | Deuxième       | Troisième |
| ----- | ----------------- | -------------- | --------- |
| 1930  | Georges Paillard  | Robert Grassin | —         |
| 1931  | Victor Linart     | Henri Sausin   | —         |
| 1932  | Charles Lacquehay | André Raynaud  | —         |
| 1933  | Georges Paillard  | Auguste Wambst | —         |
| 1934  | Erich Metze       | Georges Wambst | —         |
| 1935  | Erich Metze       | André Raynaud  | —         |
| 1936  | Erich Metze       | Walter Lohmann | —         |
| 1937  |                   |                | —         |
| 1938  | Ernest Terreau    |                | —         |

### Ouvrages de référence
- Bulletin officiel de l'Union vélocipédique de France sur Gallica